# Golden Globe Awards 2019
Die 76. Verleihung der Golden Globe Awards (englisch 76th Golden Globe Awards) fand am 6. Januar 2019 im Beverly Hilton Hotel in Beverly Hills statt. Die Mitglieder der Hollywood Foreign Press Association (HFPA) zeichneten dabei die aus ihrer Sicht besten amerikanischen und ausländischen Film- und Fernsehproduktionen sowie Künstler des Vorjahres aus, die im Rahmen eines Galadinners geehrt wurden. Die Moderatoren der Verleihung, die in den USA live von NBC ausgestrahlt wurde, waren Sandra Oh und Andy Samberg.
Die Nominierungen wurden am 6. Dezember 2018 von Terry Crews, Danai Gurira, Leslie Mann und Christian Slater im Beverly Hilton Hotel bekanntgegeben. In der Kategorie Bester fremdsprachiger Film wurde unter anderem der deutsche Spielfilm Werk ohne Autor von Florian Henckel von Donnersmarck nominiert, Daniel Brühl erhielt eine Nominierung für seine Rolle in The Alienist – Die Einkreisung als bester Hauptdarsteller in einer Miniserie.
Gewinner des Abends wurde Peter Farellys Tragikomödie Green Book – Eine besondere Freundschaft, welches in den Kategorien Bester Film – Komödie oder Musical, Bestes Drehbuch und Bester Nebendarsteller triumphieren konnte. Für die größte Überraschung sorgte wahrscheinlich das Biopic Bohemian Rhapsody, welches in den Kategorien Bester Film – Drama und Bester Hauptdarsteller – Drama gewinnen konnte.

## Preisträger und Nominierte im Bereich Film
| Film                                     | N | P |
| ---------------------------------------- | - | - |
| Vice – Der zweite Mann                   | 6 | 1 |
| Green Book – Eine besondere Freundschaft | 5 | 3 |
| The Favourite – Intrigen und Irrsinn     | 5 | 1 |
| A Star Is Born                           | 5 | 1 |
| BlacKkKlansman                           | 4 | 0 |
| Mary Poppins’ Rückkehr                   | 4 | 0 |
| Roma                                     | 3 | 2 |
| If Beale Street Could Talk               | 3 | 1 |
| Black Panther                            | 3 | 0 |
| Bohemian Rhapsody                        | 2 | 2 |
| Aufbruch zum Mond                        | 2 | 1 |
| Der verlorene Sohn                       | 2 | 0 |
| Can You Ever Forgive Me?                 | 2 | 0 |
| Crazy Rich                               | 2 | 0 |
| Isle of Dogs – Ataris Reise              | 2 | 0 |
| A Private War                            | 2 | 0 |

### Bester Film – Drama
präsentiert von Nicole Kidman
Bohemian Rhapsody – Regie: Bryan Singer
- BlacKkKlansman – Regie: Spike Lee
- Black Panther – Regie: Ryan Coogler
- If Beale Street Could Talk – Regie: Barry Jenkins
- A Star Is Born – Regie: Bradley Cooper

### Bester Film – Komödie/Musical
präsentiert von Bill Murray
Green Book – Eine besondere Freundschaft (Green Book) – Regie: Peter Farrelly
- Crazy Rich (Crazy Rich Asians) – Regie: Jon M. Chu
- The Favourite – Intrigen und Irrsinn (The Favourite) – Regie: Giorgos Lanthimos
- Mary Poppins’ Rückkehr (Mary Poppins Returns) – Regie: Rob Marshall
- Vice – Der zweite Mann (Vice) – Regie: Adam McKay

### Beste Regie
präsentiert von Harrison Ford
Alfonso Cuarón – Roma
- Bradley Cooper – A Star Is Born
- Peter Farrelly – Green Book – Eine besondere Freundschaft (Green Book)
- Spike Lee – BlacKkKlansman
- Adam McKay – Vice – Der zweite Mann (Vice)

### Bester Hauptdarsteller – Drama
präsentiert von Richard Gere und Julianne Moore
Rami Malek – Bohemian Rhapsody
- Bradley Cooper – A Star Is Born
- Willem Dafoe – Van Gogh – An der Schwelle zur Ewigkeit (At Eternity’s Gate)
- Lucas Hedges – Der verlorene Sohn (Boy Erased)
- John David Washington – BlacKkKlansman

### Beste Hauptdarstellerin – Drama
präsentiert von Gary Oldman
Glenn Close – Die Frau des Nobelpreisträgers (The Wife)
- Lady Gaga – A Star Is Born
- Nicole Kidman – Destroyer
- Melissa McCarthy – Can You Ever Forgive Me?
- Rosamund Pike – A Private War

### Bester Hauptdarsteller – Komödie/Musical
präsentiert von Saoirse Ronan
Christian Bale – Vice – Der zweite Mann (Vice)
- Lin-Manuel Miranda – Mary Poppins’ Rückkehr (Mary Poppins Returns)
- Viggo Mortensen – Green Book – Eine besondere Freundschaft (Green Book)
- Robert Redford – Ein Gauner & Gentleman (The Old Man & the Gun)
- John C. Reilly – Stan & Ollie

### Beste Hauptdarstellerin – Komödie/Musical
präsentiert von Anne Hathaway und Jessica Chastain
Olivia Colman – The Favourite – Intrigen und Irrsinn (The Favourite)
- Emily Blunt – Mary Poppins’ Rückkehr (Mary Poppins Returns)
- Elsie Fisher – Eighth Grade
- Charlize Theron – Tully
- Constance Wu – Crazy Rich (Crazy Rich Asians)

### Bester Nebendarsteller
präsentiert von Maya Rudolph und Amy Poehler
Mahershala Ali – Green Book – Eine besondere Freundschaft (Green Book)
- Timothée Chalamet – Beautiful Boy
- Adam Driver – BlacKkKlansman
- Richard E. Grant – Can You Ever Forgive Me?
- Sam Rockwell – Vice – Der zweite Mann (Vice)

### Beste Nebendarstellerin
präsentiert von Allison Janney und Sam Rockwell
Regina King – If Beale Street Could Talk
- Amy Adams – Vice – Der zweite Mann (Vice)
- Claire Foy – Aufbruch zum Mond (First Man)
- Emma Stone – The Favourite – Intrigen und Irrsinn (The Favourite)
- Rachel Weisz – The Favourite – Intrigen und Irrsinn (The Favourite)

### Bestes Drehbuch
präsentiert von Maya Rudolph und Amy Poehler
Nick Vallelonga, Brian Currie und Peter Farrelly – Green Book – Eine besondere Freundschaft (Green Book)
- Alfonso Cuarón – Roma
- Deborah Davis und Tony McNamara – The Favourite – Intrigen und Irrsinn (The Favourite)
- Barry Jenkins – If Beale Street Could Talk
- Adam McKay – Vice – Der zweite Mann (Vice)

### Beste Filmmusik
präsentiert von Idris Elba und Taylor Swift
Justin Hurwitz – Aufbruch zum Mond (First Man)
- Marco Beltrami – A Quiet Place
- Alexandre Desplat – Isle of Dogs – Ataris Reise (Isle of Dogs)
- Ludwig Göransson – Black Panther
- Marc Shaiman – Mary Poppins’ Rückkehr (Mary Poppins Returns)

### Bester Filmsong
präsentiert von Idris Elba und Taylor Swift
Shallow aus A Star Is Born – Musik und Text: Lady Gaga, Mark Ronson, Anthony Rossomando und Andrew Wyatt
- All the Stars aus Black Panther – Musik und Text: Kendrick Lamar, Anthony Tiffith, Mark Spears, Solana Rowe, Al Shuckburgh
- Girl in the Movies aus Dumplin’ – Musik und Text: Dolly Parton, Linda Perry
- Requiem for a Private War aus A Private War – Musik und Text: Annie Lennox
- Revelation aus Der verlorene Sohn (Boy Erased) – Musik und Text: Jónsi, Troye Sivan und Brett McLaughlin

### Bester Animationsfilm
präsentiert von Chadwick Boseman, Lupita Nyong’o, Michael B. Jordan und Danai Gurira
Spider-Man: A New Universe (Spider-Man: Into the Spider-Verse)
- Die Unglaublichen 2 (Incredibles 2)
- Isle of Dogs – Ataris Reise (Isle of Dogs)
- Mirai – Das Mädchen aus der Zukunft (Mirai no Mirai)
- Chaos im Netz (Ralph Breaks the Internet)

### Bester fremdsprachiger Film
präsentiert von Catherine Zeta-Jones und Antonio Banderas
Roma, Mexiko – Regie: Alfonso Cuarón
- Capernaum – Stadt der Hoffnung (Cafarnaúm, كفرناحوم), Libanon – Regie: Nadine Labaki
- Girl, Belgien – Regie: Lukas Dhont
- Shoplifters – Familienbande (万引き家族, Manbiki kazoku), Japan – Regie: Hirokazu Koreeda
- Werk ohne Autor, Deutschland – Regie: Florian Henckel von Donnersmarck

## Preisträger und Nominierte im Bereich Fernsehen
| Serie/Film                                | N | A |
| ----------------------------------------- | - | - |
| American Crime Story                      | 4 | 2 |
| The Kominsky Method                       | 3 | 2 |
| The Americans                             | 3 | 1 |
| The Marvelous Mrs. Maisel                 | 3 | 1 |
| Sharp Objects                             | 3 | 1 |
| A Very English Scandal                    | 3 | 1 |
| Barry                                     | 3 | 0 |
| Homecoming                                | 3 | 0 |
| Bodyguard                                 | 2 | 1 |
| Escape at Dannemora                       | 2 | 1 |
| Killing Eve                               | 2 | 1 |
| The Alienist – Die Einkreisung            | 2 | 0 |
| The Good Place                            | 2 | 0 |
| The Handmaid’s Tale – Der Report der Magd | 2 | 0 |
| Kidding                                   | 2 | 0 |
| Pose                                      | 2 | 0 |

### Beste Serie – Drama
präsentiert von Kaley Cuoco, Johnny Galecki und Jim Parsons
The Americans
- Bodyguard
- Homecoming
- Killing Eve
- Pose

### Bester Serien-Hauptdarsteller – Drama
präsentiert von Kaley Cuoco, Johnny Galecki und Jim Parsons
Richard Madden – Bodyguard
- Jason Bateman – Ozark
- Stephan James – Homecoming
- Billy Porter – Pose
- Matthew Rhys – The Americans

### Beste Serien-Hauptdarstellerin – Drama
präsentiert von Kristen Bell und Megan Mullally
Sandra Oh – Killing Eve
- Caitriona Balfe – Outlander
- Elisabeth Moss – The Handmaid’s Tale – Der Report der Magd (The Handmaid’s Tale)
- Julia Roberts – Homecoming
- Keri Russell – The Americans

### Beste Serie – Komödie/Musical
präsentiert von Justin Hartley, Chrissy Metz und Sterling K. Brown
The Kominsky Method
- Barry
- The Good Place
- Kidding
- The Marvelous Mrs. Maisel

### Bester Serien-Hauptdarsteller – Komödie/Musical
präsentiert von Bradley Cooper und Lady Gaga
Michael Douglas – The Kominsky Method
- Sacha Baron Cohen – Who Is America?
- Jim Carrey – Kidding
- Donald Glover – Atlanta
- Bill Hader – Barry

### Beste Serien-Hauptdarstellerin – Komödie/Musical
präsentiert von Justin Hartley, Chrissy Metz und Sterling K. Brown
Rachel Brosnahan – The Marvelous Mrs. Maisel
- Kristen Bell – The Good Place
- Candice Bergen – Murphy Brown
- Alison Brie – GLOW
- Debra Messing – Will & Grace

### Beste Miniserie oder Fernsehfilm
präsentiert von Halle Berry und Lena Waithe
American Crime Story (The Assassination of Gianni Versace: American Crime Story)
- The Alienist – Die Einkreisung (The Alienist)
- Escape at Dannemora
- Sharp Objects
- A Very English Scandal

### Bester Hauptdarsteller – Miniserie oder Fernsehfilm
präsentiert von Taron Egerton und Amber Heard
Darren Criss – American Crime Story (The Assassination of Gianni Versace: American Crime Story)
- Antonio Banderas – Genius: Picasso
- Daniel Brühl – The Alienist – Die Einkreisung (The Alienist)
- Benedict Cumberbatch – Patrick Melrose
- Hugh Grant – A Very English Scandal

### Beste Hauptdarstellerin – Miniserie oder Fernsehfilm
präsentiert von Ben Stiller und Jamie Lee Curtis
Patricia Arquette – Escape at Dannemora
- Amy Adams – Sharp Objects
- Connie Britton – Dirty John
- Laura Dern – The Tale – Die Erinnerung (The Tale)
- Regina King – Seven Seconds

### Bester Nebendarsteller – Serie, Miniserie oder Fernsehfilm
präsentiert von Taraji P. Henson und Gina Rodriguez
Ben Whishaw – A Very English Scandal
- Alan Arkin – The Kominsky Method
- Kieran Culkin – Succession
- Édgar Ramírez – American Crime Story (The Assassination of Gianni Versace: American Crime Story)
- Henry Winkler – Barry

### Beste Nebendarstellerin – Serie, Miniserie oder Fernsehfilm
präsentiert von Felicity Huffman und William H. Macy
Patricia Clarkson – Sharp Objects
- Alex Borstein – The Marvelous Mrs. Maisel
- Penélope Cruz – American Crime Story (The Assassination of Gianni Versace: American Crime Story)
- Thandie Newton – Westworld
- Yvonne Strahovski – The Handmaid’s Tale – Der Report der Magd (The Handmaid’s Tale)

## Ehrenpreise für ein Lebenswerk
- Cecil B. deMille Award: Jeff Bridges[5] (präsentiert von Chris Pine)
- Carol Burnett Award: Carol Burnett[6] (präsentiert von Steve Carell)

## Golden-Globe-Botschafterin
vorgestellt von Idris Elba
- Isan Elba, Tochter des britischen Schauspielers Idris Elba.[7]